# Nesselgrundviadukt

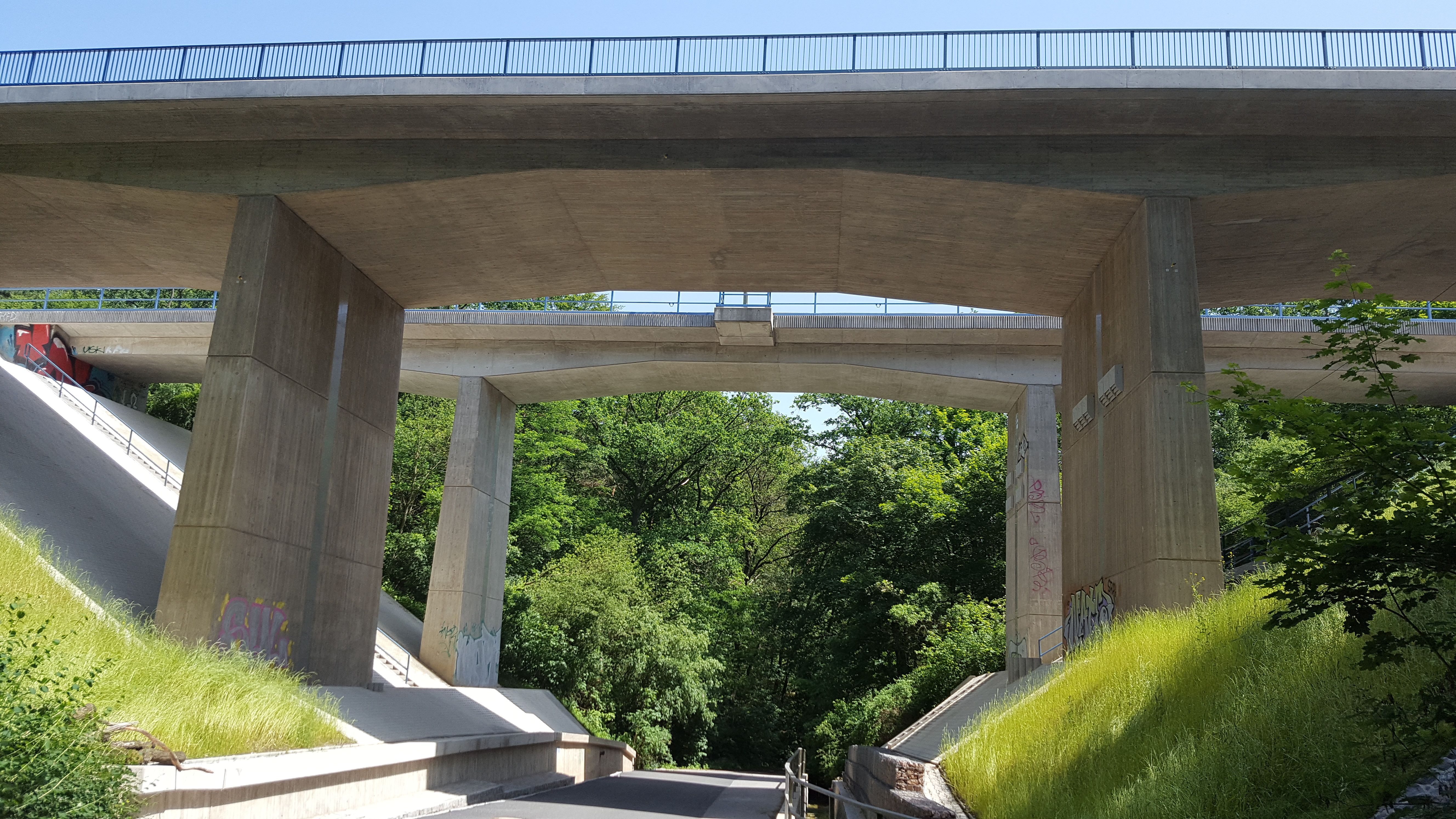
Nesselgrundviadukt von Westen (2019)

Der Nesselgrundviadukt (auch als Nesselgrundbrücke bezeichnet) ist eine Eisenbahnüberführung im Zuge der Bahnstrecke Görlitz–Dresden bei Streckenkilometer 95,483 über den Nesselgrundweg in Dresden-Klotzsche. Der Nesselgrund ist ein Seitental der Prießnitz und führt in die Dresdner Heide.

## Konstruktion
Die 1999 und 2018 fertiggestellten Brücken sind integrale Stahlbeton-Rahmen-Bauwerke mit drei Brückenfeldern. Die Pfeiler verfügen über eine Tiefgründung aus Stahlbetonbohrpfählen.

## Geschichte

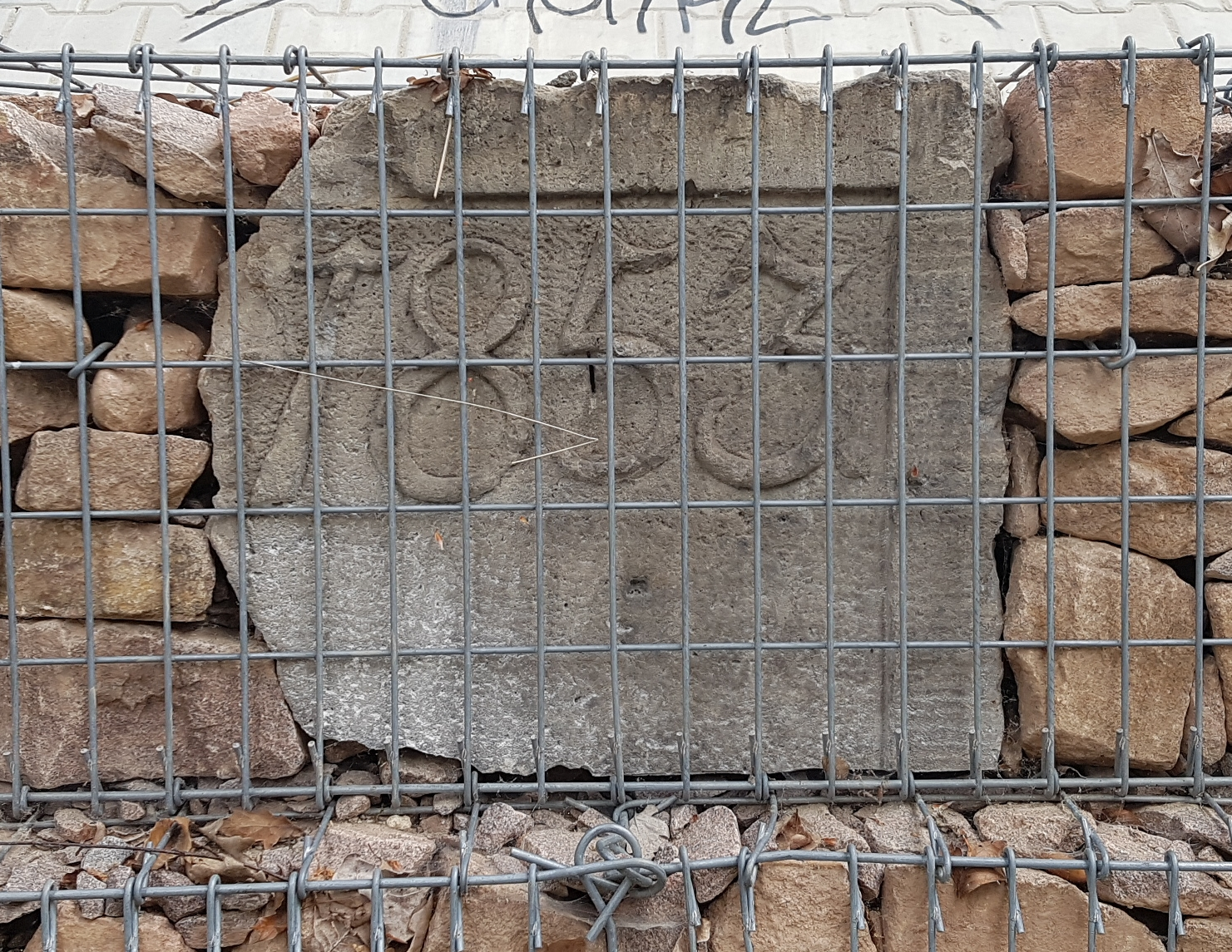
Schlussstein der ersten Gewölbebrücke am heutigen Bauwerk (2020)

Das erste Bauwerk wurde 1845 als Brücke mit Steinpfeilern und Holztragwerk errichtet. 1853 fand der Umbau zu einer dreibogigen Gewölbebrücke statt. Von 1912 bis 1913 wurde im Zuge des dreigleisigen Ausbaus des Streckenabschnittes Dresden-Neustadt – Dresden-Klotzsche an der Ostseite eine weitere dreibogige Gewölbebrücke (zusätzlich mit einem Spargewölbe in jedem Widerlager) ergänzt.
Am letzten Kriegstag des Zweiten Weltkrieges, den 8. Mai 1945, sprengten deutsche Truppen gegen 6:20 Uhr beide Brücken. Damit wurde der Bahnhof Klotzsche nach Kriegsende zum Kopfbahnhof aus östlicher Richtung und sämtliches Transportgut musste in Klotzsche umgeladen werden. Bereits im Juli 1945 konnte auf einer provisorisch wiedererrichteten Holzkonstruktion ein eingleisiger Bahnbetrieb aufgenommen werden.
Im Sommer 1948 erfolgte die vollständige Instandsetzung der westlichen Gewölbebrücke durch den VEB Hoch-, Ingenieur- und Tiefbau Dresden. Die östliche Brücke wurde erst im Jahr 1999 im Zuge des Baues der Dresdner S-Bahn zum Flughafen als Stahlbetonbrücke durch die Firma Hentschke Bau wiedererrichtet, allerdings nur eingleisig.
Vom 19. bis 22. Juli 2016 wurde die 1948 instandgesetzte Gewölbebrücke aus dem Jahr 1853 abgerissen. Anschließend wurde bis März 2018 ein Neubau aus Stahlbeton in der Bauart des 1999 errichteten Nachbarbauwerkes durch die Firma Hentschke Bau ausgeführt. Im Vorfeld war der Abriss der 163 Jahre alten Bogenbrücke aufgrund ihrer ortsbildprägenden Funktion als „Tor zur Dresdner Heide“ und ihrer Einstufung als Kulturdenkmal gemäß Sächsischem Denkmalschutzgesetz umstritten. Insbesondere die starken Schäden an den Pfeilern und Widerlagern führten seitens der DB Netz AG zu der Entscheidung, statt der Sanierung des Bestandsbauwerkes einem Ersatzneubau den Vorzug zu geben. Die Baukosten betrugen ca. 6 Mio. €, bereitgestellt aus Bundesmitteln und Mitteln der Deutschen Bahn. Die Inbetriebnahme des neuen Bauwerkes fand am 8. April 2018 statt.

Westliche Eisenbahnüberführung vor dem Abriss der Gewölbebrücke aus dem Jahr 1853
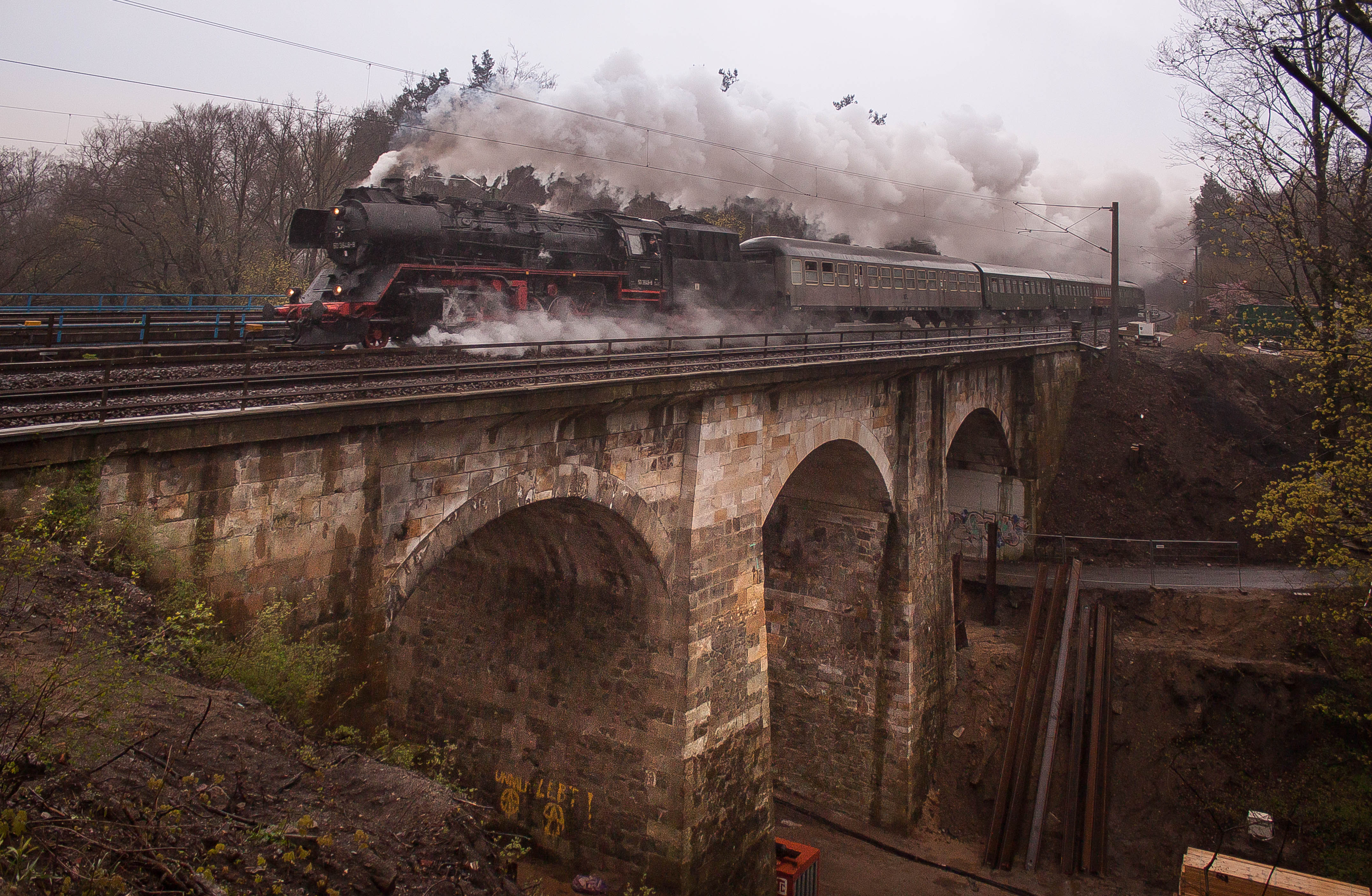
Ansicht von Nordwesten (2016)
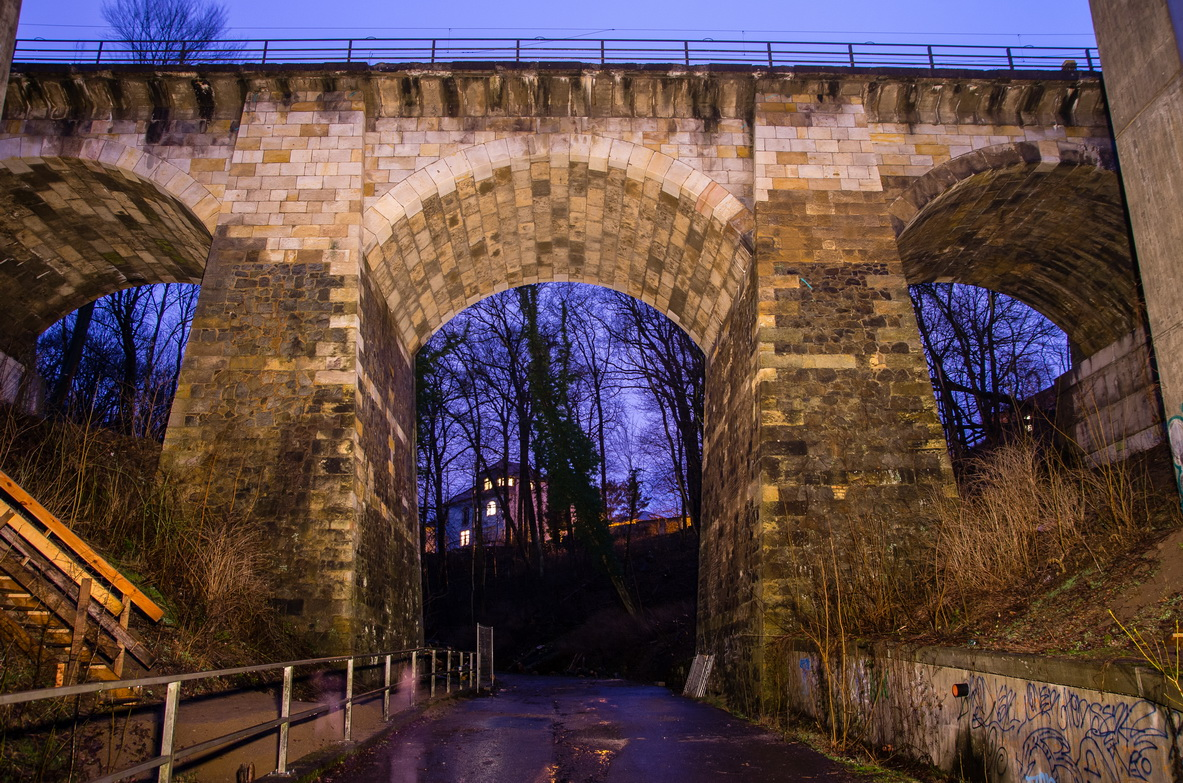
Ansicht von Osten (2016)
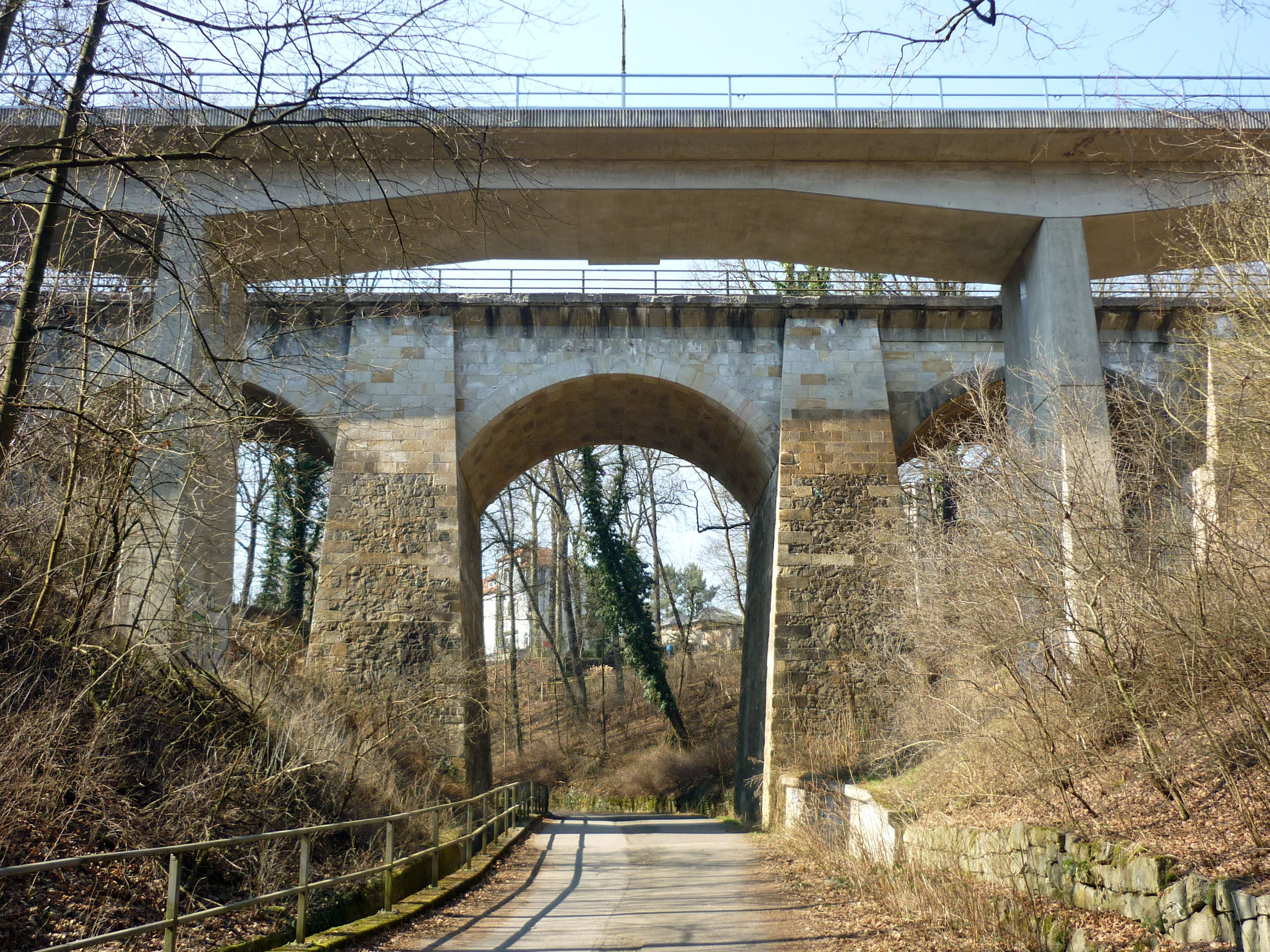
Ansicht von Osten (2015)
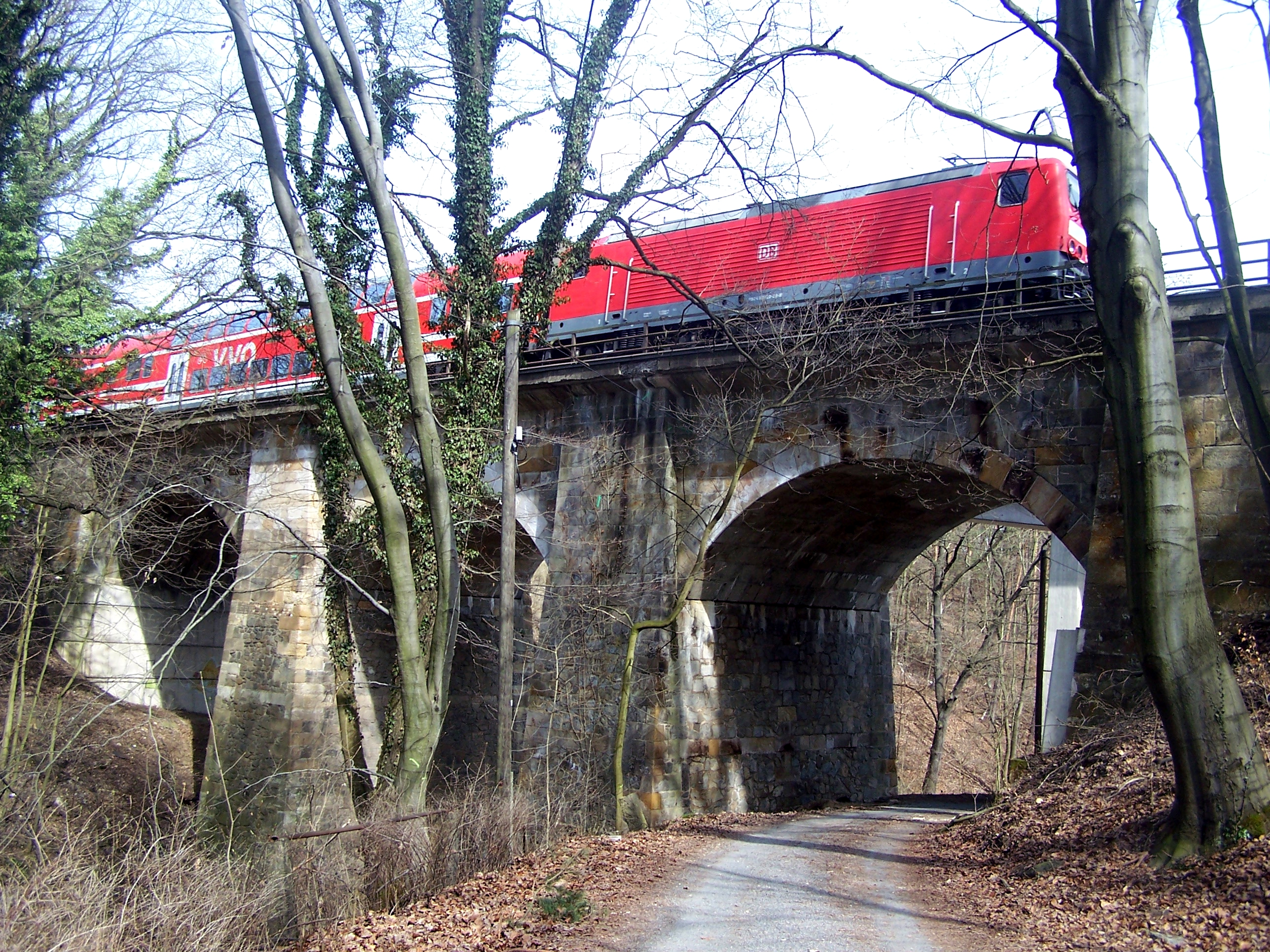
Ansicht von Westen (2013)